# Lentő
Lentő (szlovákul: Lentvora) község Szlovákiában, a Besztercebányai kerületben, a Losonci járásban.

## Fekvése
Losonctól 25 km-re, északnyugatra fekszik.

## Története
A falu a 14.-15. században keletkezett, 1446-ban "Kozmalehotha" néven említik először. Egy évvel később "Linterlehothaya a. n. Kozmahaza" alakban szerepel. Divény várának uradalmához tartozott, majd a 17. század közepétől Kékkő várának tartozéka volt. A 18. században sörfőzdéje is létezett. 1828-ban 37 házát 292-en lakták. Lakói mezőgazdasággal és állattartással foglalkoztak.
Vályi András szerint "LENTOVA. Tót falu Nógrád Várm. földes Ura G. Zichy Uraság, lakosai katolikusok, fekszik Dévényhez nem meszsze, és annak filiája, határja soványas."
Fényes Elek szerint "Lentvora, tót falu, Nógrád vármegyében: 4 kath., 288 evang. lak. Szántóföldjei a sok kövektől alig látszanak. F. u. gr. Zichy, b. Balassa. Ut. posta Losoncz."
A trianoni békeszerződésig területe Nógrád vármegye Gácsi járásához tartozott.

## Népessége
| Év:            | 1994. | 2004.   | 2014.   | 2024.    |
| -------------- | ----- | ------- | ------- | -------- |
| Emberek száma: | 94    | 97      | 95      | 79       |
| Eltérés:       |       | +3,19 % | -2,06 % | -16,84 % |

| Év:            | 2023. | 2024.   |
| -------------- | ----- | ------- |
| Emberek száma: | 77    | 79      |
| Eltérés:       |       | +2,59 % |

1910-ben 292, túlnyomórészt szlovák anyanyelvű lakosa volt.
2001-ben 95 lakosából 78 szlovák volt.
2011-ben 92 lakosából 72 szlovák volt.

## Nevezetességei

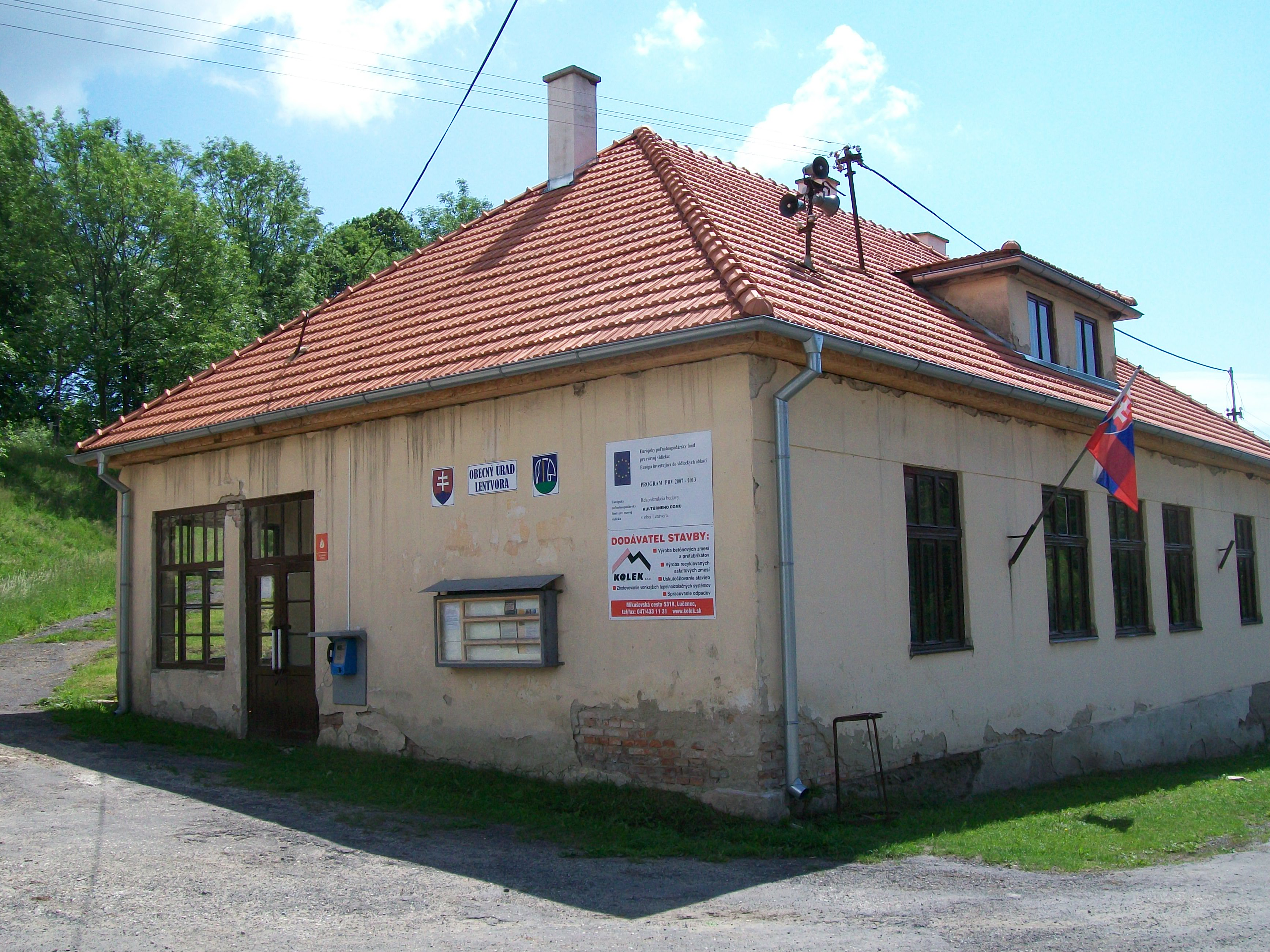
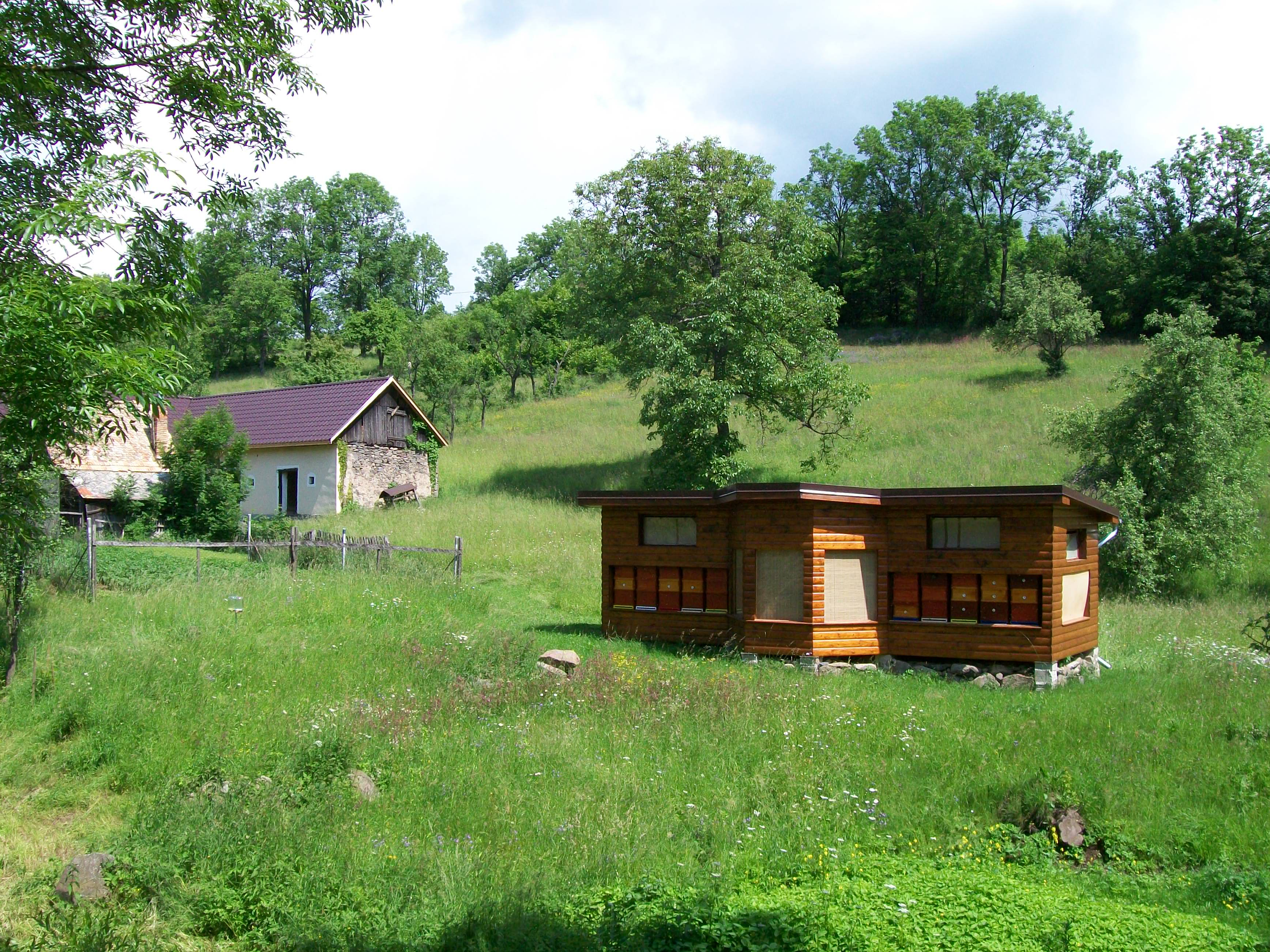

- Evangélikus temploma 1810-ben épült, klasszicista stílusban.

## Külső hivatkozások
- Községinfó
- Lentő Szlovákia térképén
- E-obce.sk[halott link]